# Libellula luctuosa
Libellula luctuosa är en trollsländeart som beskrevs av Hermann Burmeister 1839. Libellula luctuosa ingår i släktet Libellula och familjen segeltrollsländor. IUCN kategoriserar arten globalt som livskraftig. Inga underarter finns listade i Catalogue of Life.

## Bildgalleri

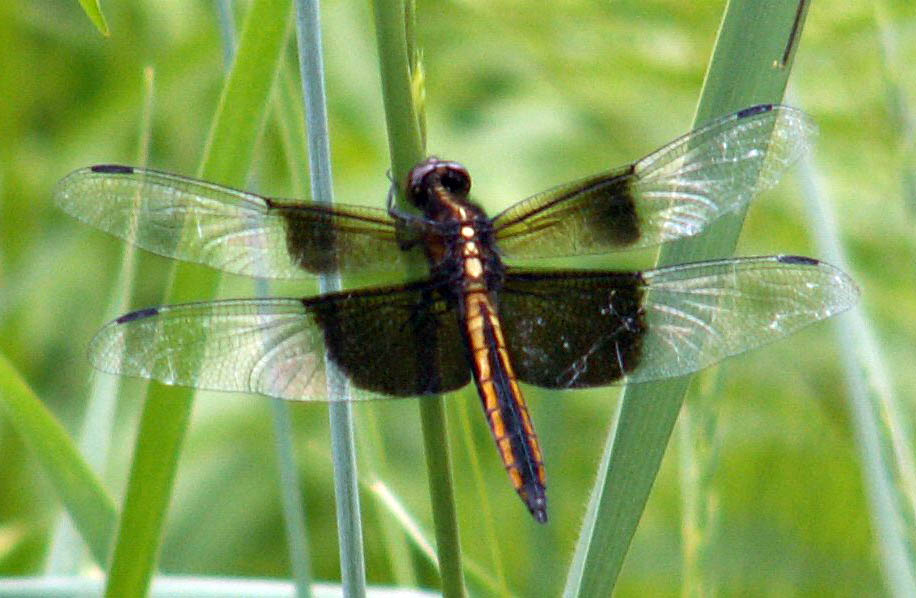
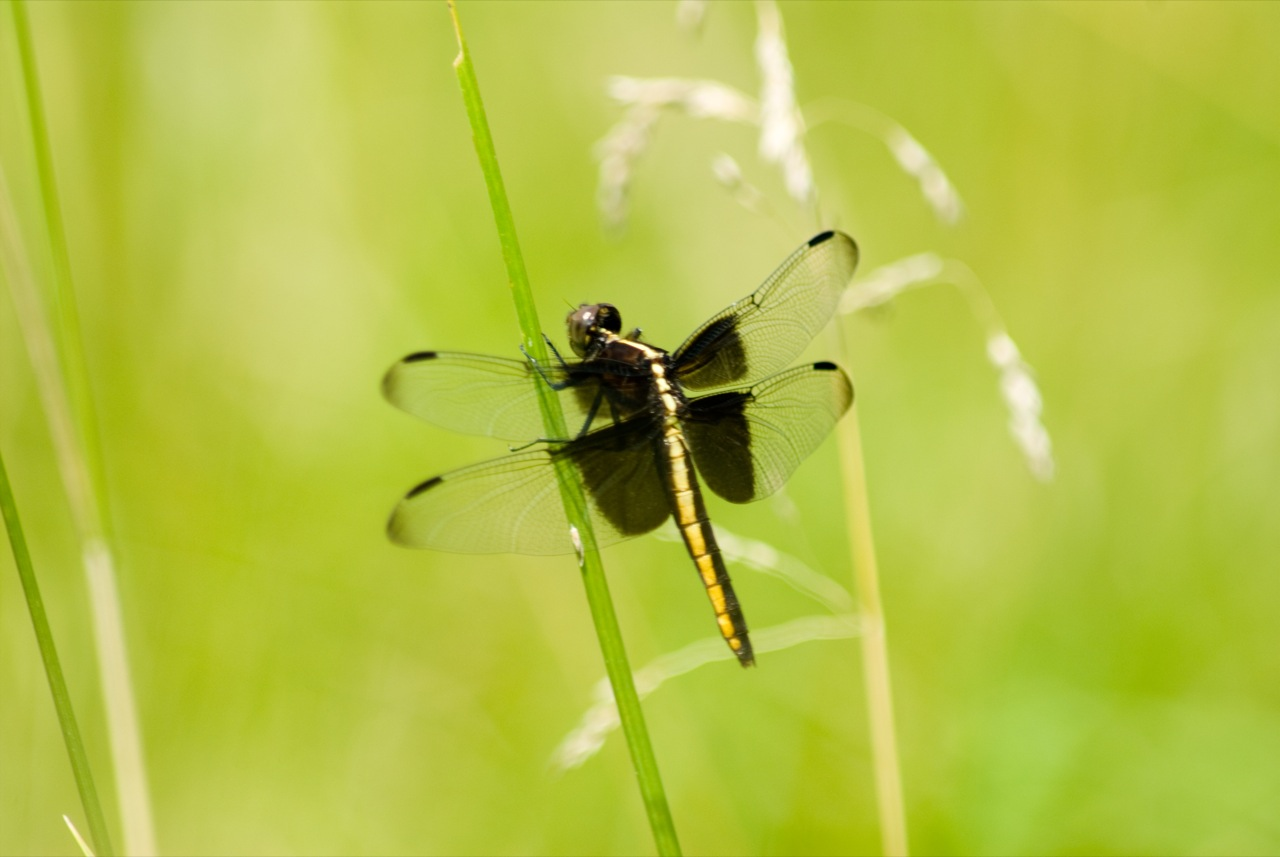
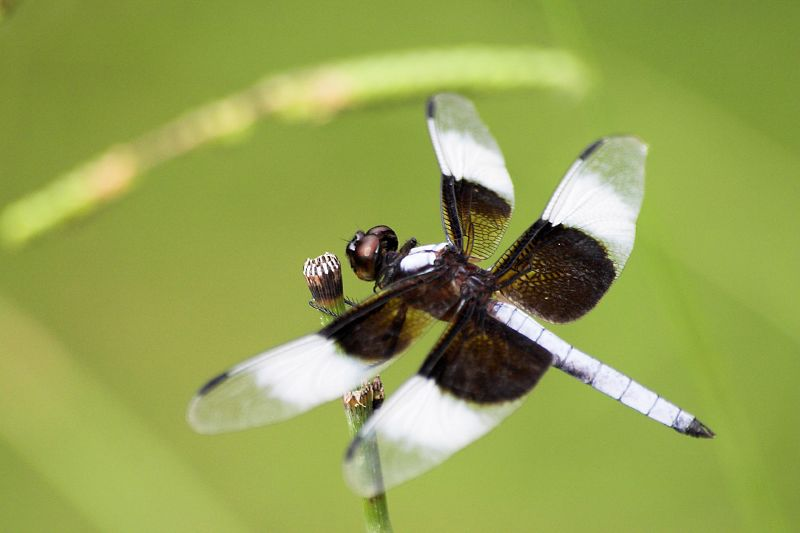
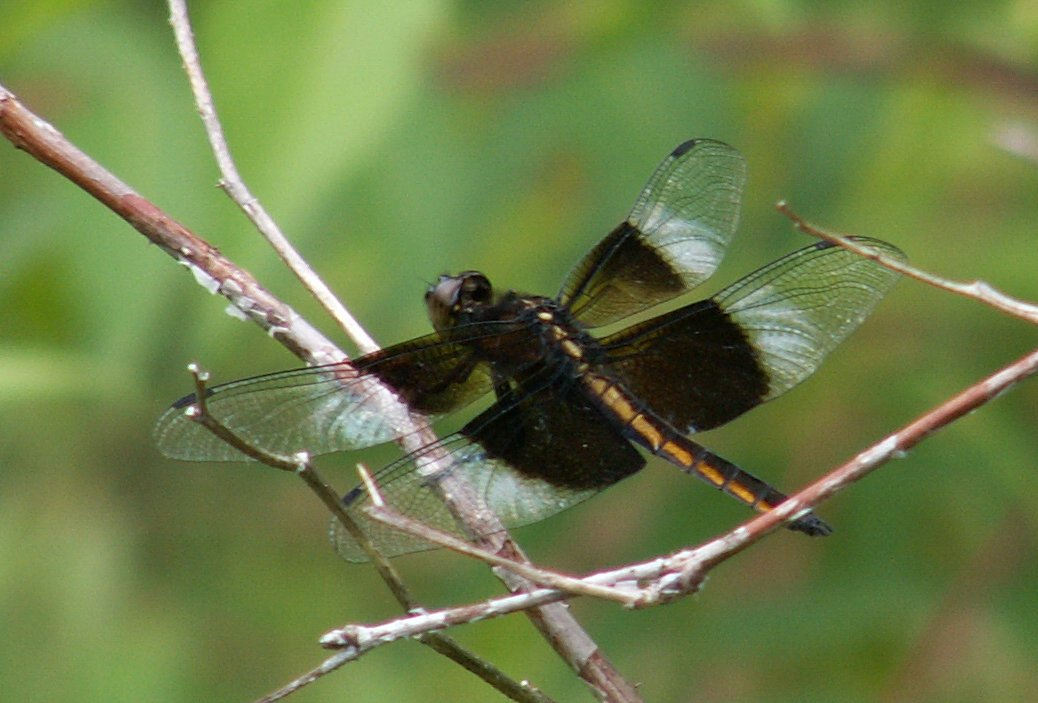
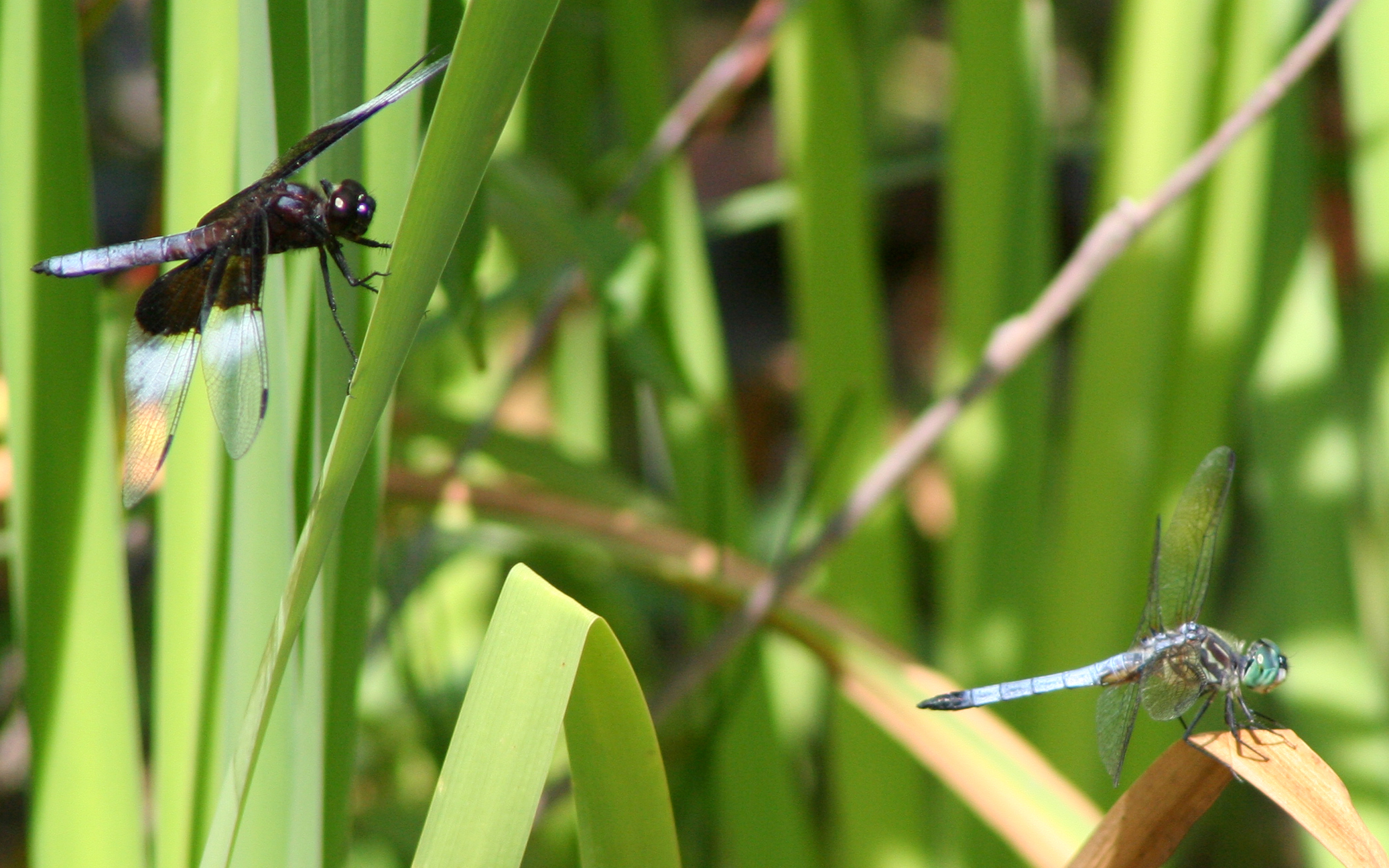
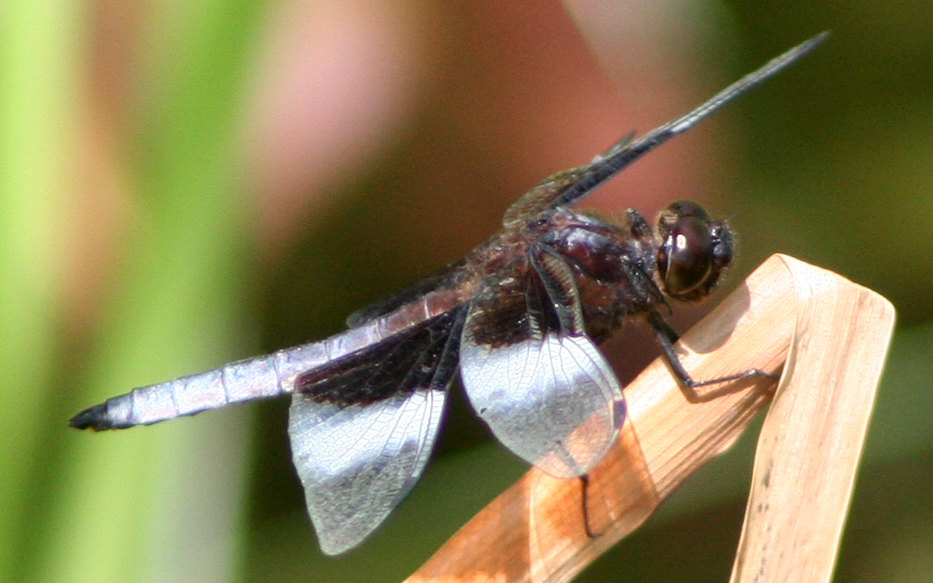